# Otmarov
Otmarov (deutsch Otmarau, früher Ottmarau) ist eine Gemeinde in Tschechien. Sie liegt elf Kilometer südöstlich des Stadtzentrums von Brno und gehört zum Okres Brno-venkov.

## Geographie
Das Straßendorf Otmarov befindet sich linksseitig des Baches Dunávka in der Thaya-Schwarza-Talsenke. Westlich führt die Trasse des Autobahn D 2/E 65 vorbei, die nächste Abfahrt 3 ist bei Chrlice. Gegen Nordosten liegt das Umspannwerk Sokolnice.
Nachbarorte sind Chrlice, Tuřany und Dvorská im Norden, Vladimírov, Kobylnice und Sokolnice im Nordosten, Telnice im Osten, Žatčany im Südosten, Měnín, Albrechtov, Blučina und Opatovice im Süden, Rajhradice im Südwesten, Rebešovice im Westen sowie Modřice im Nordwesten.

## Geschichte
Otmarov wurde im Jahre 1783 durch den Abt Ottmar Konrad des Klosters Rajhrad auf Wunsch Kaiser Josephs II. und zum Gedenken an die erloschene Ansiedlung Dunajovice angelegt.
Dunajovice bzw. Dunava befand sich etwa einen Kilometer südwestlich und erlosch im 15. Jahrhundert nach einem Dorfbrand und dem anschließenden Ausbruch der Pest. Die neuen Siedler waren Deutsche aus Opatov in Nordostböhmen. Die Bewohner lebten von der Landwirtschaft, die Böden des Ortes waren ertragreich und das Klima mild.
Nach der Aufhebung der Patrimonialherrschaften bildete Otmarov ab 1850 eine Gemeinde in der Bezirkshauptmannschaft Hustopeče. Anlässlich des 100. Ortsjubiläums errichteten die Bewohner 1883 eine Kapelle. 1948 wurde die Gemeinde dem Okres Židlochovice zugeordnet. Nach dessen Aufhebung kam Otmarov 1961 zum Okres Brno-venkov und wurde zugleich nach Rajhradice eingemeindet. Seit 1990 besteht die Gemeinde Otmarov wieder.

## Gemeindegliederung
Für die Gemeinde Otmarov sind keine Ortsteile ausgewiesen.

## Sehenswürdigkeiten
- Kapelle des hl. Otmar, geweiht 1885
- Kreuz aus dem Jahre 1886
- Gedenkstein für die Opfer des Ersten Weltkrieges, geschaffen 1920
- Gedenkstein anlässlich des 220. Jubiläums der Ortsgründung, errichtet 2003 an der Stelle, an der die ersten Siedler ein aus Opatov mitgebrachtes Holzkreuz aufgestellt hatten.